# 博爾德峰
博爾德峰（英語：Boulder Cones）是南極洲的山峰，座標77°48′S 166°43′E，位於羅斯島，處於城堡岩西南面1.7公里的哈特角半島，由英國探險隊命名，現時由南極條約體系管理。